# Руйнування Трипільської ТЕС
Руйнування Трипільської теплоелектростанції сталося в ніч на 11 квітня 2024 року під час російського вторгнення в Україну (з 2022).

## Хід подій
Уночі та вранці 11 квітня 2024 року ЗС РФ атакували Україну дронами та ракетами. Об'єктом обстрілу стала критична та енергетична інфраструктура. Ракети типу Х-69 влучили у Трипільську ТЕС, унаслідок чого зайнялася масштабна пожежа у турбінному цеху. Пізніше ПАТ "Центренерго" повідомило про повне знищення станції. Трипільська ТЕС була найбільшим постачальником електроенергії у Київську, Черкаську та Житомирську області.
У місті-супутнику Українка введено графік подачі води та аварійних знеструмлень. Місцева влада закликала зачинити вікна, зарядити мобільні пристрої та ощадливо користуватися електроенергією. 
Внаслідок атаки було знищено 100% усієї генерації ПАТ "Центренерго". Раніше, 22 березня 2024 року, вщент було знищено Зміївську ТЕС на Харківщині. А 25 липня 2022 війська РФ окупували Вуглегірську ТЕС на Донеччині.

## Реакції

### Україна
16 квітня 2024 року президент України Володимир Зеленський повідомив, що "летіло 11 ракет, перші сім ми знищили, чотири знищили Трипілля. Чому? Тому що було ракет 0. У нас закінчилися всі ракети, які захищали Трипілля".

### Росія
11 квітня 2024 року президент Росії Володимир Путін під час зустрічі з президентом Білорусі Олександром Лукашенко заявив, що удари по енергооб'єктах України - це відповідь на українські удари по російських нафтопереробних підприємствах і частково пов'язані з процесом демілітаризації України, оскільки вони впливають на оборонно-промисловий комплекс країни. Путін додав, що атаки були приурочені до весни, а не до зими з гуманітарних міркувань.